# ناحية مركز دير حافر
ناحية مركز دير حافر إحدى نواحي سوريا تتبع إداريّاً لمحافظة حلب منطقة دير حافر ومركزها بلدة دير حافر، بلغ تعداد سكان الناحية 33,592 نسمة حسب التعداد السكاني لعام 2004.

## بلدات وقرى ناحية مركز دير حافر
عاكولة، حميمة كبيرة، دير حافر، حزازة، حميمة صغيرة، مبعوجة، رسم الحرمل الجنوبي، تل أيوب، أم المرة، أم زليلة، زبيدة.